# Джеймс Поузі
Джеймс Майклі Мантелл Поузі (молодший) (англ. James Mikely Mantell Posey, Jr., нар. 13 січня 1977, Клівленд) — американський професіональний баскетболіст, що грав на позиції легкого форварда за низку команд НБА. Гравець національної збірної США. Дворазовий чемпіон НБА. Згодом — баскетбольний тренер.

## Ігрова кар'єра

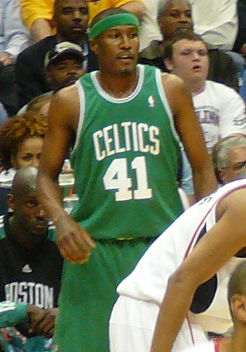
Поузі в грі за «Бостон Селтікс»

На університетському рівні грав за команду Ксав'єр (1996–1999). 
1999 року був обраний у першому раунді драфту НБА під загальним 18-м номером командою «Денвер Наггетс». Захищав кольори команди з Денвера протягом наступних 3 сезонів.
З 2002 по 2003 рік грав у складі «Х'юстон Рокетс».
2003 року перейшов до «Мемфіс Ґріззліс», у складі якої провів наступні 2 сезони своєї кар'єри.
Наступною командою в кар'єрі гравця була «Маямі Гіт», за яку він відіграв 2 сезони. До «Маямі» він перейшов в рамках найбільшої угоди обміну в історії НБА, яка включала в себе 13 гравців та 5 клубів. Крім нього, «Гіт» також придбали Джейсона Вільямса, Антуана Вокера, Андре Емметта та права на Роберто Дуеньяса. Результативність Поузі впала, однак він був важливим гравцем в оборонних схемах команди, часто опікаючи найнебезпечніших гравців команди опонента, таким чином даючи простір для атаки Двейну Вейду, Джейсону Вільямсу та Антуану Вокеру. У фіналі НБА 2006 року грав проти зірки «Далласа» Дірка Новіцкі та успішно проти нього захищався. Допоміг тоді команді виграти фінальну серію та вперше став чемпіоном НБА.
З 2007 по 2008 рік грав у складі «Бостон Селтікс». 2008 року вдруге став чемпіоном НБА.
2008 року перейшов до «Нью-Орлінс Горнетс», у складі якої провів наступні 2 сезони своєї кар'єри.
Останньою ж командою в кар'єрі гравця стала «Індіана Пейсерз», до складу якої він приєднався 2010 року і за яку відіграв один сезон.

## Статистика виступів в НБА
| † | Позначає сезон, в якому Джеймс Поузі ставав чемпіоном НБА |

### Регулярний сезон
| Сезон             | Команда              | GP  | GS  | MPG  | FG%  | 3P%  | FT%  | RPG | APG | SPG | BPG | PPG  |
| ----------------- | -------------------- | --- | --- | ---- | ---- | ---- | ---- | --- | --- | --- | --- | ---- |
| 1999–00           | «Денвер Наггетс»     | 81  | 77  | 25.3 | .429 | .373 | .800 | 3.9 | 1.8 | 1.2 | .4  | 8.2  |
| 2000–01           | «Денвер Наггетс»     | 82  | 82  | 27.5 | .412 | .300 | .816 | 5.3 | 2.0 | 1.1 | .5  | 8.1  |
| 2001–02           | «Денвер Наггетс»     | 73  | 63  | 30.7 | .376 | .283 | .793 | 5.9 | 2.5 | 1.6 | .5  | 10.7 |
| 2002–03           | «Денвер Наггетс»     | 25  | 24  | 34.9 | .373 | .273 | .843 | 5.8 | 3.1 | 1.2 | .2  | 14.1 |
| 2002–03           | «Х'юстон Рокетс»     | 58  | 47  | 28.4 | .439 | .326 | .826 | 4.8 | 1.8 | 1.3 | .2  | 9.3  |
| 2003–04           | «Мемфіс Ґріззліс»    | 82  | 82  | 29.9 | .478 | .386 | .830 | 4.9 | 1.5 | 1.7 | .5  | 13.7 |
| 2004–05           | «Мемфіс Ґріззліс»    | 50  | 18  | 27.6 | .357 | .309 | .865 | 4.4 | 1.8 | 1.0 | .5  | 8.1  |
| 2005–06†          | «Маямі Гіт»          | 67  | 63  | 28.6 | .403 | .403 | .787 | 4.8 | 1.3 | .8  | .3  | 7.2  |
| 2006–07           | «Маямі Гіт»          | 71  | 19  | 27.0 | .431 | .375 | .827 | 5.0 | 1.3 | 1.0 | .3  | 7.7  |
| 2007–08†          | «Бостон Селтікс»     | 74  | 2   | 24.6 | .418 | .380 | .809 | 4.4 | 1.5 | 1.0 | .3  | 7.4  |
| 2008–09           | «Нью-Орлінс Горнетс» | 75  | 0   | 28.5 | .412 | .369 | .822 | 4.8 | 1.1 | .8  | .3  | 8.9  |
| 2009–10           | «Нью-Орлінс Горнетс» | 77  | 2   | 22.5 | .365 | .335 | .825 | 4.3 | 1.5 | .5  | .2  | 5.2  |
| 2010–11           | «Індіана Пейсерз»    | 49  | 0   | 17.1 | .336 | .316 | .733 | 3.0 | .7  | .5  | .1  | 4.9  |
| Усього за кар'єру | Усього за кар'єру    | 864 | 479 | 26.9 | .410 | .349 | .820 | 4.7 | 1.6 | 1.1 | .3  | 8.6  |

### Плей-оф
| Сезон             | Команда              | GP | GS | MPG  | FG%  | 3P%  | FT%   | RPG | APG | SPG | BPG | PPG  |
| ----------------- | -------------------- | -- | -- | ---- | ---- | ---- | ----- | --- | --- | --- | --- | ---- |
| 2004              | «Мемфіс Ґріззліс»    | 4  | 4  | 32.5 | .405 | .167 | .905  | 5.5 | 1.0 | 2.3 | .5  | 12.5 |
| 2005              | «Мемфіс Ґріззліс»    | 4  | 0  | 25.0 | .440 | .467 | .769  | 3.3 | 1.0 | .5  | .3  | 9.8  |
| 2006†             | «Маямі Гіт»          | 22 | 1  | 27.5 | .430 | .422 | .730  | 5.7 | .9  | .8  | .1  | 7.3  |
| 2007              | «Маямі Гіт»          | 4  | 1  | 34.8 | .385 | .316 | 1.000 | 7.8 | 1.5 | 2.0 | 1.3 | 7.8  |
| 2008†             | «Бостон Селтікс»     | 26 | 0  | 22.0 | .437 | .398 | .875  | 3.6 | 1.1 | 1.0 | .3  | 6.7  |
| 2009              | «Нью-Орлінс Горнетс» | 5  | 0  | 24.6 | .375 | .263 | .846  | 6.2 | .6  | .6  | .0  | 11.4 |
| Усього за кар'єру | Усього за кар'єру    | 65 | 6  | 25.7 | .421 | .387 | .831  | 4.8 | 1.0 | 1.0 | .3  | 7.9  |

## Тренерська робота
2013 року розпочав тренерську кар'єру, ставши асистентом головного тренера команди «Кантон Чардж», в якій пропрацював до 2014 року.
2014 року був призначений асистентом головного тренера команди «Клівленд Кавальєрс», де пропрацював до 2019 року.